# Zaleya camillei
Zaleya camillei là một loài thực vật có hoa trong họ Phiên hạnh. Loài này được (Cordem.) H.E.K.Hartmann mô tả khoa học đầu tiên năm 2002.